# باول ولس
باول ولس (بالإنجليزية: Paul Wells)‏ هو مهندس الصوت ومهندس أمريكي، ولد في 12 فبراير 1930، وتوفي في 1 سبتمبر 2005.

## وصلات خارجية
- باول ولس على موقع IMDb (الإنجليزية)
- باول ولس على موقع قاعدة بيانات الفيلم (الإنجليزية)